# Archipetalia auriculata
Archipetalia
Genre
Espèce
Archipetalia auriculata, unique représentant du genre Archipetalia, est une espèce de libellules de la famille des Austropetaliidae (sous-ordre des anisoptères, ordre des odonates). Elle est endémique de Tasmanie.